# Charles Swini
Charles Swini (Blantyre, 28 de febrero de 1985-Lilongüe, 20 de febrero de 2024) fue un futbolista malaui que jugó en la posición de guardameta.

## Carrera

### Club
| Periodo   | Club            |
| --------- | --------------- |
| 2008-2012 | ESCOM United    |
| 2012-2015 | Silver Strikers |
| 2015-2020 | UD Songo        |
| 2020–2024 | CIVO United     |

### Selección nacional
Jugó para Malaui en 33 ocasiones de 2009 a 2018, y participó en la copa Africana de Naciones 2010 en Angola.

## Muerte
Swini murió el 20 de febrero de 2024, 8 días antes de su cumpleaños 39 en el Hospital Central Kamuzu en la capital Lilongüe luego de que se desmayara en su casa. La razón de su muerte fue un problema renal.

## Logros
- Super Liga de Malaui (4): 2007, 2010/11, 2012/13, 2013/14
- Copa de Malaui (1): 2014
- Moçambola (2): 2017, 2018
- Copa de Mozambique (2): 2016, 2019